# Гіпоциклоїда

Червона крива — гіпоциклоїда:,. Для цієї гіпоциклоїди.

Гіпоцикло́їда (від грец. ὑπό — під, внизу і грец. κύκλος — круг, коло) — плоска крива, що утворюється фіксованою точкою кола, яке котиться без ковзання по внутрішній стороні іншого нерухомого кола.
Рухоме коло називається твірним, нерухоме коло — напрямним. :стор.806
Якщо радіус {\displaystyle r} рухомого кола більший за радіус {\displaystyle R} нерухомого кола, то в цьому випадку гіпоциклоїду називають перициклоїдою. Будь-яка перициклоїда з параметрами {\displaystyle (R,r)} еквівалентна епіциклоїді з параметрами {\displaystyle (R,r-R)}.  :стор.811; 816
Початковою точкою гіпоциклоїди називають таку її точку {\displaystyle P}, що лежить на прямій, яка проходить через центр {\displaystyle C} рухомого кола і його точку опори, і знаходиться по той же бік від {\displaystyle C}, що і точка опори. :стор.805
Початкові точки є каспами (простими точками звороту) гіпоциклоїди. Початкові точки гіпоциклоїди лежать на напрямному колі і збігаються з точками опори твірного кола.
Вершиною гіпоциклоїди називають таку її точку {\displaystyle V}, що лежить на прямій, яка проходить через центр {\displaystyle C} рухомого кола і його точку опори, і знаходиться з нею по різні боки від {\displaystyle C}. :стор.806
Будь-яка гіпоциклоїда має однакову кількість вершин і каспів.
Гіпоциклоїда є окремим випадком гіпотрохоїди а також рулети — кривої, що отримана як траекторія точки деякої кривої, що котиться без ковзання по іншій нерухомій кривій.
Окремими випадками гіпоциклоїди є дельтоїда (гіпоциклоїда з трьома каспами) та астроїда (гіпоциклоїда з чотирма каспами).
Граничні випадки гіпоциклоїди:
- Якщо радіус напрямного кола прямує до нескінченности ({\displaystyle R\to \infty }), крива стає циклоїдою з тим же радіусом твірного кола.[1] :стор.814
- Якщо радіус твірного кола прямує до нескінченности ({\displaystyle r\to \infty }), твірне коло стає прямою, що котиться по нерухомому колу, а отримана крива, що описується фіксованою точкою цієї прямої, є евольвентою кола.

## Рівняння
Якщо центр нерухомого кола знаходиться в початку координат, його радіус дорівнює {\displaystyle R}, а радіус кола, що котиться по ньому дорівнює {\displaystyle r}, то гіпоциклоїда описується параметричними рівняннями відносно {\displaystyle \varphi }:
{\displaystyle {\begin{cases}x(\varphi )=(R-r)\cos \varphi +r\cos({\frac {R-r}{r}}\varphi )\\y(\varphi )=(R-r)\sin \varphi -r\sin({\frac {R-r}{r}}\varphi )\end{cases}}\qquad {\begin{aligned}&0\leq \varphi \leq 2\pi \ ,{\text{якщо}}\ ,{\frac {R}{r}}=k-{\text{натуральне число}};\\&0\leq \varphi \leq 2r\cdot \pi \ ,{\text{якщо}}\ ,{\frac {R}{r}}={\frac {p}{q}}-{\text{раціональне число}};\\&0\leq \varphi \leq \infty \ ,{\text{якщо}}\ ,{\frac {R}{r}}-{\text{ірраціональне число}}.\end{aligned}}}
При цьому початкова точка гіпоциклоїди, її касп, з якого починається утворення кривої, лежить на додатній частині осі {\displaystyle Ox}.
Кут {\displaystyle \varphi } — параметр, а саме — це кут нахилу відрізка між центрами твірних кіл до осі {\displaystyle Ox}.
Параметричне рівняння повернутої відносно початку координат гіпоциклоїди має вигляд:
{\displaystyle {\begin{cases}x(\varphi )=(R-r)\cos \varphi +r\cos({\frac {R-r}{r}}\varphi -\alpha )\\y(\varphi )=(R-r)\sin \varphi -r\sin({\frac {R-r}{r}}\varphi -\alpha )\end{cases}}\qquad {\begin{aligned}&{\frac {r}{R}}\cdot \alpha \leq \varphi \leq 2\pi +{\frac {r}{R}}\cdot \alpha \ ,{\text{якщо}}\ ,{\frac {R}{r}}=k-{\text{натуральне число}};\\&{\frac {r}{R}}\cdot \alpha \leq \varphi \leq 2r\cdot \pi +{\frac {r}{R}}\cdot \alpha \ ,{\text{якщо}}\ ,{\frac {R}{r}}={\frac {p}{q}}-{\text{раціональне число}};\\&{\frac {r}{R}}\cdot \alpha \leq \varphi \leq \infty \ ,{\text{якщо}}\ ,{\frac {R}{r}}-{\text{ірраціональне число}}.\end{aligned}}}
При цьому гіпоциклоїда повернута відносно початку координат проти годинникової стрілки на кут {\displaystyle \beta ={\frac {r}{R}}\cdot \alpha } (тобто кут між відрізком, що з'єднує початкову точку гіпоциклоїди (її касп, з якого починається утворення кривої) з початком координат, та віссю {\displaystyle Ox} дорівнює {\displaystyle {\frac {r}{R}}\cdot \alpha }.
Ввівши величину {\displaystyle \textstyle k={\frac {R}{r}}}, отримаємо параметричне рівняння звичайної (неповернутої) гіпоциклоїди у вигляді:
{\displaystyle {\begin{cases}&x(\varphi )=r\cdot \left((k-1)\cos \varphi +\cos \left((k-1)\varphi \right)\right)\\&y(\varphi )=r\cdot \left((k-1)\sin \varphi -\sin \left((k-1)\varphi \right)\right).\end{cases}}}
де {\displaystyle R} — радіус нерухомого кола, {\displaystyle r} — радіус кола, що котиться.
Величина {\displaystyle k} визначає форму гіпоциклоїди (див. нижче).
При {\displaystyle k=2} гіпоциклоїда є діаметром нерухомого кола, при {\displaystyle k=4} є Астроїдою.
Ці рівняння можна записати більш компактно у комплексній формі:
{\displaystyle z(\varphi )=r\cdot \left((k-1)e^{i\varphi }+e^{-i(k-1)\varphi }\right)} .
де
- кут {\displaystyle \varphi \in [0,2\pi ]} ;
- радіус твірного (рухомого) кола {\displaystyle r};
- радіус напрямного (нерухомого) кола {\displaystyle R=kr}.

Рівняння Чезаро для гіпоциклоїди має вигляд: :стор.819
{\displaystyle {\frac {\rho ^{2}}{a^{2}}}+{\frac {(\ell -b)^{2}}{b^{2}}}=1}
де 

{\displaystyle a={\frac {4r\cdot (R-r)}{R-2r}}} , {\displaystyle b={\frac {4r\cdot (R-r)}{R}}} 

{\displaystyle \rho } — радіус кривини гіпоциклоїди в певній точці; 

{\displaystyle \ell } — довжина дуги гіпоциклоїди від її початку до цієї точки.
Це рівняння виражає наступну властивість гіпоциклоїди:

Якщо дуга гіпоциклоїди котиться без ковзання по прямій {\displaystyle AB}, то центр кривини точки дотику рухається по еліпсу; центр останнього лежить в тій точці прямої {\displaystyle AB}, через яку прокочується вершина гіпоциклоїди; одна з напіввісей збігається з прямою {\displaystyle AB} і по довжині дорівнює половині арки гіпоциклоїди, а саме: {\displaystyle \left|{\frac {4r\cdot (R-r)}{R}}\right|}.
Друга напіввісь є радіусом кривини в вершині і дорівнює: {\displaystyle \left|{\frac {4r\cdot (R-r)}{R-2r}}\right|}. :стор.819

## Властивості та особливості форми
- Будь-яка гіпоциклоїда лежить в круговому кільці, обмеженому колами з радіусами {\displaystyle |R-2r|} та {\displaystyle R}.

На першому з них лежать вершини, а на другому — каспи гіпоциклоїди.
- При повороті навколо початку координат (центру нерухомого кола) {\displaystyle O} на кут, кратний {\displaystyle 2\pi \cdot {\frac {r}{R}}}, гіпоциклоїда суміщається сама з собою.[1] :стор.812
- Якщо {\displaystyle k={\frac {R}{r}}} — натуральне число, то гіпоциклоїда є замкненою алгебричною кривою {\displaystyle 2(k-1)} порядку;

Крива складається з {\displaystyle k} конгруентних арок, а отже, має {\displaystyle k} вершин та каспів (тобто точок звороту).
 Точок самоперетину не має.
При цьому твірне коло, що обертається навколо нерухомого кола, робить (k - 1) повних обертів навколо свого центру.
- Якщо {\displaystyle k={\frac {R}{r}}={\frac {p}{q}}} — раціональне число, виражене у вигляді нескоротного дробу, то гіпоциклоїда є замкненою алгебричною кривою {\displaystyle 2\cdot |p-q|} порядку;

Крива складається з {\displaystyle p} конгруентних арок, а отже, має {\displaystyle p} вершин та каспів.

Крива має {\displaystyle p\cdot (q-1)} точок самоперетину, якщо {\displaystyle q<{\frac {p}{2}}} та p i q — взаємопрості числа.
При цьому твірне коло, що обертається навколо нерухомого кола, робить p - q повних обертів навколо свого центру.
- Якщо {\displaystyle k} — ірраціональне число, то гіпоциклоїда є незамкненою кривою, та має нескінченну кількість арок, вершин та каспів.
- Гіпоциклоїда має однакову кількість вершин та каспів;
- Будь-яка гіпоциклоїда з радіусами нерухомого та рухомого кіл {\displaystyle R} та {\displaystyle r} за формою тотожна з гіпоциклоїдою з радіусами нерухомого та рухомого кіл {\displaystyle R} та {\displaystyle R-r}.[1] :стор.815

Відмінність полягає у розмірі твірного кола, а отже і верхньому значенні параметра {\displaystyle \varphi }, при якому крива замикається.
- Властивість нормалі та дотичної

Нормаль, що проведена через будь-яку точку {\displaystyle M} гіпоциклоїди, проходить через відповідну точку дотику {\displaystyle E} твірного (рухомого) та напрямного (нерухомого) кіл.

Дотична до гіпоциклоїди в деякій її точці {\displaystyle M}, проходить через точку {\displaystyle E'} напрямного кола, діаметрально протилежну до точки {\displaystyle E}. :стор.817

## Метричні характеристики
- Довжина дуги гіпоциклоїди між точками, що відповідають кутам {\displaystyle 0\leq \varphi \leq \varphi _{1}}: [1] :стор.818

{\displaystyle \ell ={\frac {8r\cdot (R-0r)}{R}}\cdot \sin ^{2}\left({\frac {R}{4r}}\cdot \varphi _{1}\right).}
Зокрема, довжина дуги однієї повної арки гіпоциклоїди дорівнює:
{\displaystyle \ell =8r\cdot \left(1-{\frac {r}{R}}\right)}
Якщо {\displaystyle k={\frac {R}{r}}} — натуральне число, то довжина {\displaystyle \ell } однієї арки:
{\displaystyle \ell =8r\cdot \left({\frac {k-1}{k}}\right)}
а довжина всієї гіпоциклоїди:
{\displaystyle \ell =8(k-1)\cdot r=8{\frac {k-1}{k}}\cdot R}
- Площа сектора гіпоциклоїди між точками, що відповідають кутам {\displaystyle 0\leq \varphi \leq \varphi _{1}}: [1] :стор.820

{\displaystyle S={\frac {(R-r)(R-2r)}{2}}\cdot \left(\varphi _{1}-{\frac {r}{R}}\cdot \sin \left({\frac {R}{r}}\cdot \varphi _{1}\right)\right).}
Площа сектора, що описується полярним радіусом {\displaystyle OM} гіпоциклоїди, коли точка {\displaystyle M} пробігає одну її арку:  :стор.820
{\displaystyle S_{1}={\frac {\pi \cdot r(R-r)(R-2r)}{R}}}
Площа відповідного сектора напрямного (нерухомого) круга: {\displaystyle S_{2}=\pi \cdot r\cdot R}.
Таким чином, площа фігури, що обмежена однією аркою гіпоциклоїди та відповідною дугою напрямного кола, дорівнює
{\displaystyle S=|S_{1}-S_{2}|=\pi r^{2}\cdot |3-2{\frac {r}{R}}|}
Якщо {\displaystyle k={\frac {R}{r}}} — натуральне число, то площа {\displaystyle S}
сектора, що відповідає одній арці гіпоциклоїди, дорівнює
{\displaystyle S={\frac {(k-1)(k-2)}{k}}\cdot \pi r^{2}}
а фігури, що обмежена повною гіпоциклоїдою:
{\displaystyle S=(k-1)(k-2)\cdot \pi r^{2}={\frac {(k-1)(k-2)}{k^{2}}}\cdot \pi R^{2}}
Це означає, що фігура, обмежена гіпоциклоїдою в {\displaystyle \left(1-{\frac {r}{R}}\right)\left(1-2{\frac {r}{R}}\right)} разів менша за площею, від площі напрямного круга.
- Радіус кривини будь-якої гіпоциклоїди в деякій її точці {\displaystyle M}, що відповідає куту {\displaystyle \varphi }:

{\displaystyle \rho ={\frac {4r\cdot |R-r|}{|R-2r|}}\cdot \sin \left({\frac {R}{2r}}\cdot \varphi \right).}
Цю формулу можна записати у вигляді: :стор.817
{\displaystyle \rho =2\cdot ME\cdot \left|{\frac {R-r}{R-2r}}\right|}
де {\displaystyle ME} — відрізок, що сполучає точку {\displaystyle M} гіпоциклоїди і точку опори {\displaystyle E} твірного кола.
В точках звороту гіпоциклоїди радіус кривини дорівнює {\displaystyle \rho =0,} 

В вершинах гіпоциклоїди радіус кривини дорівнює {\displaystyle \rho ={\frac {4r\cdot |R-r|}{|R-2r|}}.}
- Гіпоциклоїда та її еволюта подібні.[3]

Відношення подібності складає :стор.818 {\displaystyle R:(R-2r).}
Еволюта має той же центр, що і початкова гіпоциклоїда. Каспи еволюти збігаються з вершинами початкової кривої. Отже, еволюту можна отримати, повернувши дану гіпоциклоїду на кут {\displaystyle \pi \cdot {\frac {r}{R}}}, а потім відповідно маштабувавши її.

## Приклади гіпоциклоїд

- k=3 — Дельтоїда
- k=4 — Астроїда
- k=5
- k=6
- k=2,1
- k=3,8
- k=5,5
- k=7,2